# Marco Villaseca
Marco Antonio Villaseca Cabezas (ur. 15 marca 1975 w Santiago) – piłkarz chilijski grający podczas kariery na pozycji pomocnik.